# Mezio Agostini
Mezio Agostini (Fano, 12 agosto 1875 – Fano, 22 aprile 1944) è stato un compositore italiano.
Figlio di Domenico, orefice e suonatore di bombardino, e dalla contessa Elisabetta Galantara. Sia gli zii che i fratelli erano musicisti. Suo primo insegnante fu il padre, che gli impartì subito lezioni di musica. A soli 7 anni, Mezio suonava il pianoforte e leggeva musica a prima vista. A 10,si esibì al suo primo concerto al Teatro "Cesare Rossi" di Fano. Nel 1885 entrò nella classe di pianoforte di Mario Vitali e in quella di composizione di Carlo Pedrotti al Liceo Musicale "Rossini" di Pesaro, diplomandosi in ambedue le materie nel 1893 e 1894. Fu un buon direttore d’orchestra, un severo insegnante, un distinto pianista, un formidabile lettore di partiture. Come compositore, sfoggiò un ricco vocabolario armonico di chiara ascendenza francese, dote che gli permise di vincere nel 1904 il primo premio al concorso internazionale di Parigi indetto dal periodico "Musica", presentando il suo Trio in fa maggiore. Nella giuria del concorso c’erano Claude Debussy e Paul Dukas. Invitato da Pietro Mascagni, dal 1900 al 1909 fu insegnante di armonia sempre a Pesaro.
Si produsse anche come direttore di opere liriche (prima esecuzione di Giovanni Gallurese di I. Montemezzi, al Teatro Grande di Brescia, 1905; riesumazione della Cambiale di matrimonio di G. Rossini al teatro La Fenice di Venezia, 1910). Negli anni seguenti la prima guerra mondiale, diresse concerti sinfonici a Venezia e altrove, e si fece apprezzare come pianista, eseguendo proprie composizioni da camera ed avendo anche a collaboratori M. Corti, violino, e G. Crepax, violoncello.
Dal 1909 al 1940 fu direttore del liceo musicale di Venezia, succedendo ad Ermanno Wolf-Ferrari. Ha composto musica teatrale, sinfonica (una Sinfonia, quattro Suites, un Concerto per pianoforte), da camera (2 Quartetti per archi e un Trio in fa maggiore), per pianoforte e liriche. Si segnala anche una Cantata a Gioacchino Rossini.

## Opere
- Il Cavaliere del sogno, un atto su libretto di Alfredo Saviotti, Pesaro/Fano, prima del 30 aprile 1896 (soggetto tratto da G. Mangaroni-Brancuti), Fano, Teatro della Fortuna, 24 febbraio 1897;
- Jovo e Maria, due atti su libretto di Aldo Pizzagalli, Pesaro, ottobre 1896 (non rappresentata)
- La penna d'Airone, un atto su libretto di Alfredo Saviotti, Pesaro, novembre-dicembre 1897 (soggetto tratto da Victor Hugo, non rappresentata);
- Alcibiade, tre atti su libretto di Francesco Vatielli, Pesaro, dicembre 1902 (soggetto tratto da Felice Cavallotti, non rappresentata);
- America, tre atti su libretto di Carlo Zangarini, Pesaro, ottobre 1904 (soggetto tratto da Henry Wadsworth Longfellow, non rappresentata);
- Ombra (La figlia del navarca), tre atti su libretto di Luigi Orsini, Pesaro, 31 gennaio 1907 (soggetto tratto da un racconto di Antonio Beltramelli), Fano, Teatro della Fortuna, 3 settembre 1938;
- L'anello del sogno, tre atti su libretto di Arturo Rossato, San Marino, 4 agosto 1928 (non rappresentata);
- Lisa pazza per amore, tre atti, Fano, 31 agosto 1941 (non rappresentata);